# 遠藤誠 (建築家)
遠藤誠（えんどうまこと、1968年5月21日 - ）は、日本の建築家。一級建築士。

## 来歴
神奈川県足柄上郡開成町出身。
神奈川県立小田原高等学校を経て、1991年に日本大学理工学部建築学科を卒業した。引き続き同大学大学院に進み、1993年に理工学研究科修士課程を修了する。同年、株式会社坂倉建築研究所に入所した。2008年に退所し、2009年に遠藤誠建築設計事務所を設立した。
このほか、明星大学（2006年就任）や日本大学（2011年就任）の非常勤講師も務めている。

## 作品
- 深沢S邸（キッチングランプリ3013「モダンリビング賞」リネアタラーラ主催のオーダーキッチンメーカーのコンテスト）[3][4][5][6]
- 石壁の家[7]
- 元石川M邸[8][9]
- 西が岡I邸[10]
- 下連雀M邸[11]
- 名古屋M邸[12]
- 箱根板橋S邸[13][14]
- 浜田山の家[15]
- 保谷O邸[16]
- 若林M邸[17]
- 鎌倉T邸[18]